# 哈只·穆罕默德
哈只·穆罕默德（?—?），金帳汗國君主（1419年在位），是也迪古拥立的大汗，是朮赤的儿子昔班的后裔。
哈只·穆罕默德的高祖父哲齐不花，是昔班的孙子，曾祖父巴答忽儿，祖父托克卜克坤的，父亲阿里倭古伦。1419年，德维什汗被脱脱迷失的儿子合迪儿·别儿迪杀死。1419年，也迪古再拥立哈只·穆罕默德为大汗。也迪古被合迪儿·别儿迪杀死。合迪儿·别儿迪大哥札兰丁·汗的儿子兀魯·穆罕默德崛起，哈只·穆罕默德逃亡到西伯利亚。其後大約在1423年或1427年逝世。
後來他的孙子伊巴克汗入主西伯利亚汗国。
| 前任： 合迪儿·別儿迪 | 金帐汗国君主 1419年 | 繼任： 兀魯·穆罕默德 |